# Domenico Orsini d'Aragona
 Domenico Orsini d'Aragona (Nàpols, 5 de juny de 1719 – Roma, 10 de gener de 1789) va ser un cardenal italià.

## Biografia
Nasqué el 5 de juny de 1719 a Nàpols, fill de Ferdinando Beroaldo Filippo Orsini i de Giacinta Marescotti-Ruspoli, la seva segona muller.
El 1734 succeí el seu pare com a duc de Gravina.
El Papa Benet XIV el creà cardenal al consistori del 9 de setembre de 1743, tot i que ni tan sols havia rebut els ordes menors (no rebé el sotsdiaconat fins al 6 de març de 1768; i el presbiterat fins al 6 de novembre següent. Va ser membre de les Sagrades Congregacions del Concili Tridentí, d'Immunitat, de Propaganda Fide, de la Consulta Sagrada, del Bon Govern, i d'altres.
Va rebre grans beneficis del rei Carles IV de Nàpols, i en convertir-se en rei d'Espanya, el rei adscriví el cardenal Orsini a la família reial i el nomenà Gran d'Espanya.
Domenico Orsini va ser ambaixador del rei Ferran IV de Nàpols davant la Santa Seu.
Va participar en els conclaves de 1758, 1769 i de 1774-75.
Va morir el 10 de gener de 1789 a Roma a l'edat de 69 anys, després de 45 anys i 123 dies formant part del Col·legi de Cardenals (un dels més llargs de la història).
El funeral va tenir lloc a l'església de Santa Maria in Vallicella, i va ser enterrat a la basílica de Sant Joan del Laterà.

## Honors
- Cavaller perpetu de l'Estola d'Or